# Varsity Blues
Varsity Blues är en amerikansk film från 1999 i regi av Brian Robbins.

## Handling
I den lilla staden i Texas betyder football-laget allt, den hetlevrade tränaren Kilmer är på väg att leda laget mot ännu en titel men när lagets stjärnspelare Lance (Paul Walker) skadar sig måste reserven Mox (Van Der Beek) kliva fram som lagets nya stjärna. Plötsligt får Mox uppmärksamhet och krav från tränaren och hela staden. Vilket sliter på honom och förhållandet med flickvännen (Smart).

## Rollista (urval)
| James Van Der Beek | – Mox            |
| Jon Voight         | – tränare Kilmer |
| Paul Walker        | – Lance Harbor   |
| Ron Lester         | – Billy Bob      |
| Scott Caan         | – Tweeter        |
| Ali Larter         | – Darcy Sears    |